# Hasenbach (Zwiefalter Aach)
Der Hasenbach ist ein etwa zwei Kilometer langer, linker Zufluss der Zwiefalter Aach in Baden-Württemberg.

## Geographie

### Hasenbachquelle

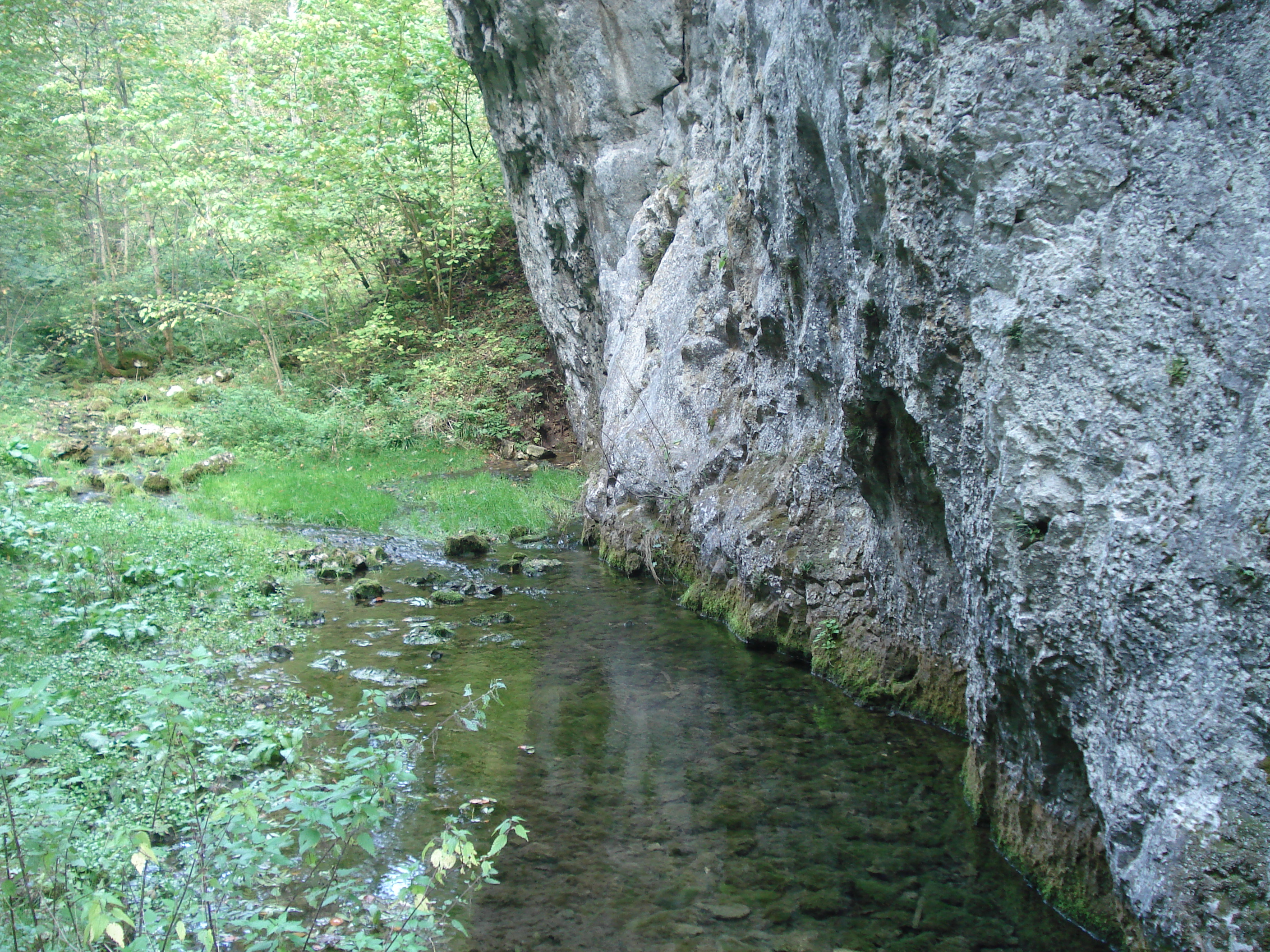
Die Hauptquelle des Hasenbaches

Der Hasenbach entspringt einer ergiebigen Karstquelle westlich von Hayingen. Die Quelle liegt im bis zu ihr wasserlos schon etwa 1,5 km langen Glastal unterhalb der Glashöhle am Lämmerstein. Um diesen Felsen herum quillt an verschiedenen Stellen Wasser aus dem Unteren Felsenkalk des Weißjuras, die Schüttung schwankt zwischen 1 l/s und 500 l/s.

### Verlauf
Der Hasenbach durchfließt weiter das Glastal, wo er sich immer wieder aufteilt und manchmal aufgestaut wird. Er fließt auf etwa dem ersten Viertel seines Weges ostsüdöstlich, bis unterhalb der Ruine Alt-Ehrenfels auf dem trennenden Sporn das trockene Schweiftal von Nordosten zuläuft, danach südwärts. Er passiert dabei das Schloss Ehrenfels auf der rechten Talseite, dem gegenüber das trockene Werfental zuläuft, über das die abwärts im Tal den Bach begleitende L 246 in es eintritt, und stürzt über die Wimsener Wasserfälle. Auch dort teilt er sich mehrmals auf und passiert einige Fallstufen. Kurz nachdem diesmal von rechts ein drittes trockenes Seitental zugelaufen ist, mündet er an der Wimsener Höhle wenige Meter nach deren Ursprung in die Zwiefalter Aach.

## Bildergalerie

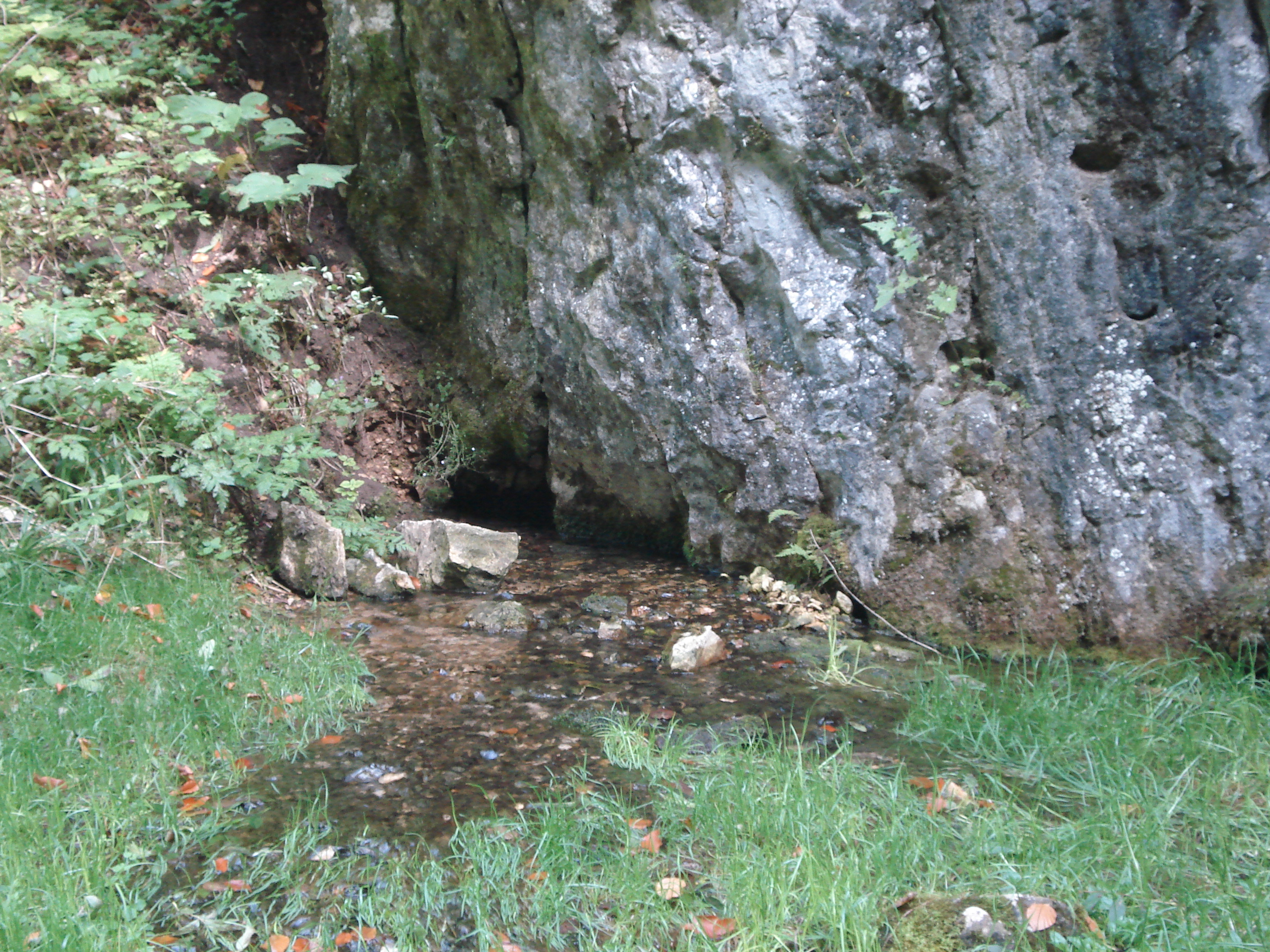
Hauptaustrittstelle am Lämmerstein
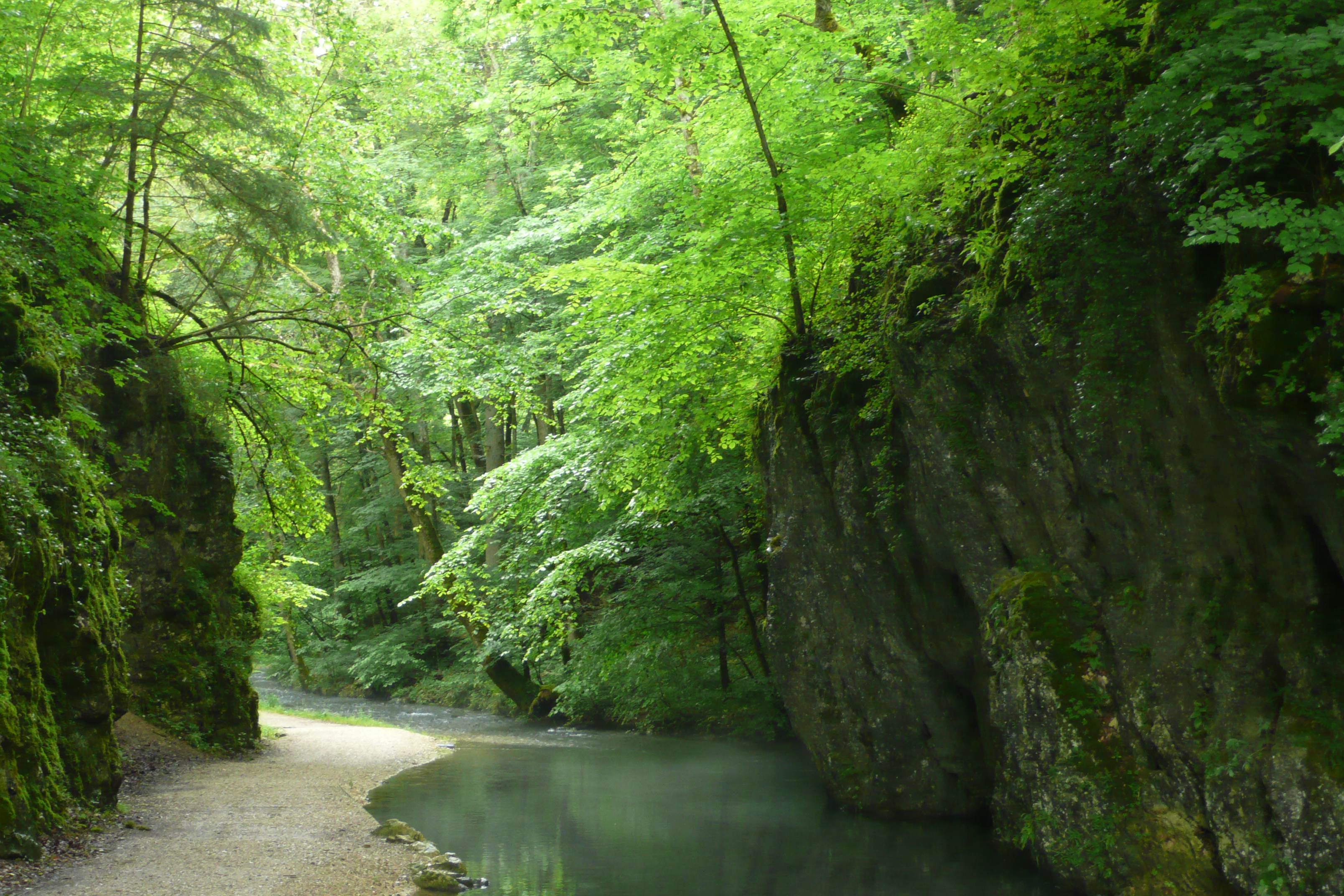
Der Hasenbach im Glastal
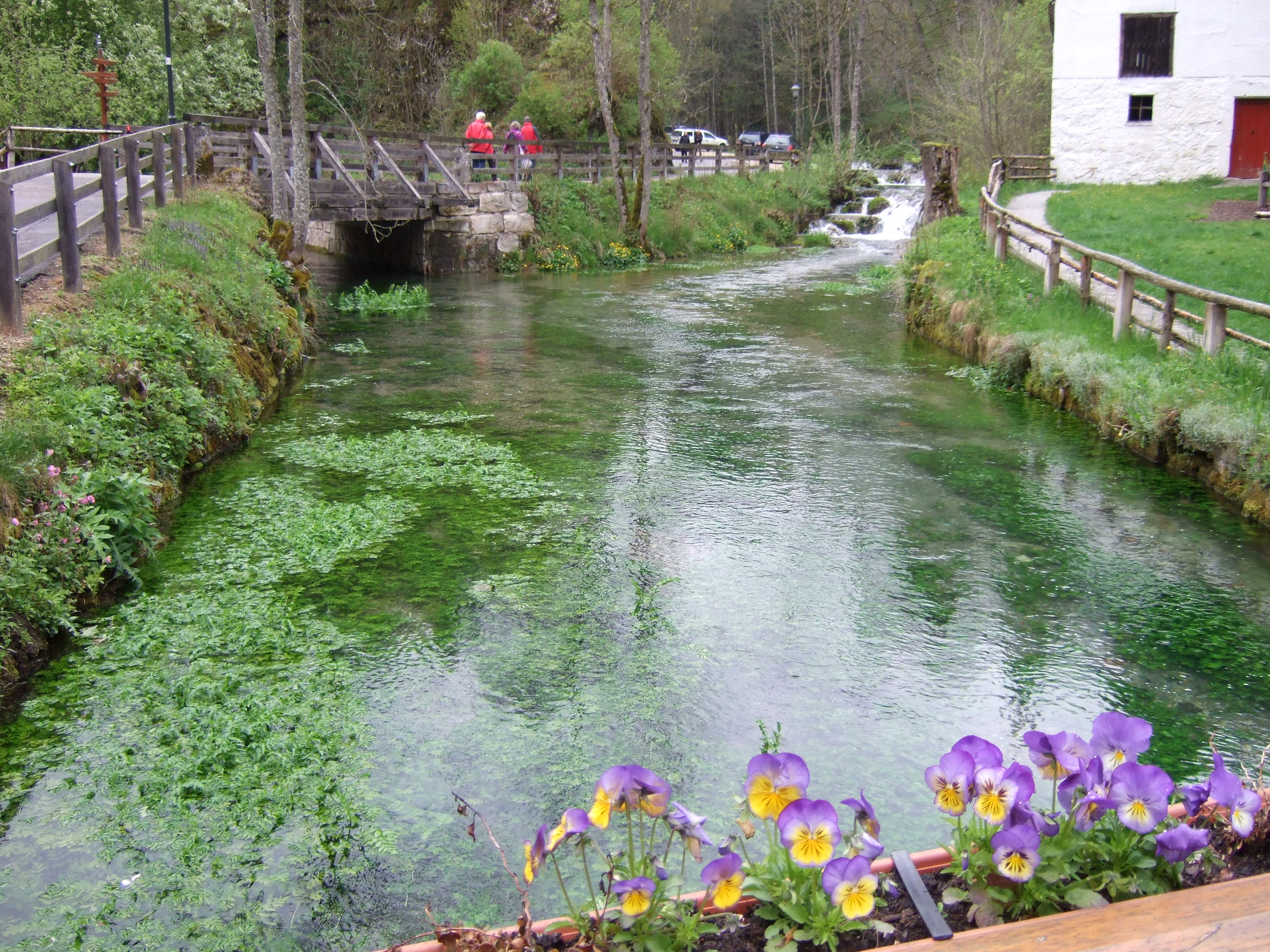
Der Hasenbach (rechts hinten im Bild) mündet in die Aach